# سیارک ۱۸۹۴۶
سیارک ۱۸۹۴۶ (به انگلیسی: 18946 Massar، نامگذاری:2000QM75) هجده هزار و نهصد و چهل و ششمین سیارک کشف شده‌است که در ۲۴ اوت ۲۰۰۰ کشف شد.
قدر مطلق سیارک برابر ۱۷.۸ است.